# Drums and Wires

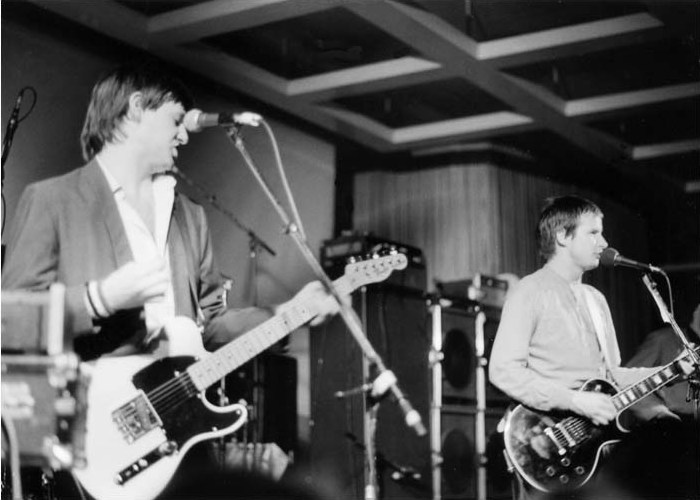
XTC выступают в 1980 году (Грегори и Партридж)

Drums and Wires — третий студийный альбом британской рок-группы XTC. Альбом был выпущен 17 августа 1979 года лейблом Virgin Records. Он более поп-ориентирован, чем предыдущий альбом группы, Go 2 (1978), и получил своё название из-за акцента на гитарах («wires») и объёмном звучании барабанов. Этот альбом стал их первым альбомом, выпущенным в США, и первым альбомом, записанным с гитаристом Дэйвом Грегори, сменившим клавишника Барри Эндрюса ранее в 1979 году. Он представляет собой смесь стилей поп, арт-рок, новая волна и панк с обширным ритмическим взаимодействием двух гитаристов XTC.
Недовольство басиста Колина Молдинга «странной» репутацией XTC вдохновило группу на более доступный подход, начавшийся с не вошедшего в альбом сингла «Life Begins at the Hop». Альбом «Drums and Wires» был записан за четыре недели в недавно построенной лондонской студии Town House с продюсером Стивом Лиллиуайтом и звукорежиссёром Хью Пэдхэмом, которые начали развивать свою фирменную технику гейтированной реверберации, продемонстрированную в первом сингле и первом сингле альбома «Making Plans for Nigel». В текстовом плане альбом фокусируется на соблазнах и удовольствиях современного мира, а несколько песен посвящены подчинению внешним силам. Фронтмен и гитарист Энди Партридж придумал обложку Джилл Мамфорд, на которой логотип группы образует контур лица.
Drums and Wires достиг 34-го места в британском чарте альбомов UK Albums Chart и 176-го места в американском Billboard 200. «Making Plans for Nigel» достиг 17-го места в британском чарте синглов и ознаменовал коммерческий прорыв группы. В 1980 году Партридж записал сольный альбом Take Away / The Lure of Salvage, состоящий в основном из даб-ремиксов композиций Drums and Wires. В последующие годы альбом Drums and Wires стал самым известным из альбомов XTC. В 2004 году он занял 38-е место в списке «Лучшие альбомы 1970-х» по версии Pitchfork, а в 2019 году — 31-е место в аналогичном списке Paste.

## Отзывы
| Оценки критиков          | Оценки критиков |
| Источник                 | Оценка          |
| ------------------------ | --------------- |
| Christgau's Record Guide | A−              |
| Smash Hits               | 9/10            |
| Sounds                   | [ 3 ]           |

Альбом получил положительные отзывы музыкальной критики и интернет-изданий.
По словам биографа Криса Туоми, «был широко признан в музыкальном бизнесе». Пол Морли из NME постановил, что XTC «делают всё то, чего они никогда раньше не делали и никогда не намекали на это. … Они продвинулись на много шагов вперёд к созданию рок-классики». В Billboard альбом был назван «интересным релизом от лейбла, который начинает добиваться успеха в США. Это свежий рок-н-ролл в стиле новой волны с добавлением английской мелодики 60-х. Особого внимания заслуживает изобретательное сочетание инструментов, сверкающих как в левом, так и в правом каналах». Критик The Village Voice Роберт Кристгау написал: «Мои сомнения по поводу этой мелодичной, но намеренно эксцентричной поп-музыки носят идеологический характер. … Партридж и Колин Молдинг движутся к великолепному арт-попу, который установит стандарты для этого жанра. Запоминающийся, забавный, интересный — и он зажигает».

### Ретроспективные отзывы
| Оценки критиков               | Оценки критиков |
| Источник                      | Оценка          |
| ----------------------------- | --------------- |
| AllMusic                      | [ 6 ]           |
| Chicago Tribune               | [ 7 ]           |
| Encyclopedia of Popular Music | [ 8 ]           |
| Record Collector              | [ 9 ]           |
| The Rolling Stone Album Guide | [ 10 ]          |
| Spin Alternative Record Guide | 8/10            |

Рецензент AllMusic Крис Вудстра отметил, что альбом обозначил «поворотный момент… с более сдержанным набором песен, отражающих растущее мастерство композиторов. Бесцельная энергия первых двух альбомов сконцентрирована в связном заявлении с характерным стилем, сохраняющим свой тонкий юмор, причудливую игру слов и несомненно британский колорит… управляемый мощными ритмами и угловатыми, в основном минималистичными аранжировками». Грег Кот из Chicago Tribune назвал альбом «одним из наиболее совершенных альбомов своего времени — резким, энергичным и саркастичным, с такими поп-жемчужинами, как „Making Plans for Nigel“ и „Life Begins at the Hop“». Майкл Галлучи из Ultimate Classic Rock сказал, что это был «первый великий альбом» XTC и первый в «цепочке музыкально амбициозных записей».
В 2004 году альбом Drums and Wires занял 38-е место в списке 100 лучших альбомов 1970-х годов по версии Pitchfork. Его автор Крис Дален написал: «Десятки других современных групп были более экстремальными во всех отношениях — более злыми, более танцевальными, более авантюрными, более примитивными, — но этот трёхсуставной хоп-хоп затмевает их всех». В 2016 году песня «Making Plans for Nigel» заняла 143-е место в списке 200 лучших песен 1970-х годов по версии сайта Pitchfork. В 2019 году альбом Drums and Wires занял 31-е место в аналогичном списке Paste.

## Список композиций

### Британское оригинальное издание
Слова и музыка всех песен — Andy Partridge, кроме указанных.
| №  | Название                                | Автор(ы)       | Длительность |
| -- | --------------------------------------- | -------------- | ------------ |
| 1. | «Making Plans for Nigel»                | Colin Moulding | 4:13         |
| 2. | «Helicopter»                            |                | 3:54         |
| 3. | «Day In Day Out»                        | Moulding       | 3:08         |
| 4. | «When You're Near Me I Have Difficulty» |                | 3:20         |
| 5. | «Ten Feet Tall»                         | Moulding       | 3:12         |
| 6. | «Roads Girdle the Globe»                |                | 4:51         |

| №   | Название           | Автор(ы) | Длительность |
| --- | ------------------ | -------- | ------------ |
| 7.  | «Real by Reel»     |          | 3:46         |
| 8.  | «Millions»         |          | 5:57         |
| 9.  | «That Is the Way»  | Moulding | 2:56         |
| 10. | «Outside World»    |          | 2:40         |
| 11. | «Scissor Man»      |          | 3:59         |
| 12. | «Complicated Game» |          | 4:53         |

| №  | Название           | Длительность |
| -- | ------------------ | ------------ |
| 1. | «Chain of Command» | 2:33         |

| №  | Название    | Автор(ы) | Длительность |
| -- | ----------- | -------- | ------------ |
| 1. | «Limelight» | Moulding | 2:26         |

- На некоторых ранних виниловых копиях ошибочно указано, что автором «Complicated Game» является Молдинг[16]

### Американское оригинальное издание
В первые несколько лет после выхода этого альбома по всему миру существовало множество секвенированных вариаций. Это лишь одна из множества комбинаций треков.
| №  | Название                                | Автор(ы)       | Длительность |
| -- | --------------------------------------- | -------------- | ------------ |
| 1. | «Life Begins at the Hop»                | Colin Moulding | 3:49         |
| 2. | «Helicopter»                            |                | 3:54         |
| 3. | «Making Plans for Nigel»                | Moulding       | 4:13         |
| 4. | «Ten Feet Tall»                         | Moulding       | 3:12         |
| 5. | «When You're Near Me I Have Difficulty» |                | 3:20         |
| 6. | «That Is the Way»                       | Moulding       | 2:56         |

| №   | Название                 | Длительность |
| --- | ------------------------ | ------------ |
| 7.  | «Real by Reel»           | 3:46         |
| 8.  | «Millions»               | 5:57         |
| 9.  | «Outside World»          | 2:40         |
| 10. | «Roads Girdle the Globe» | 4:51         |
| 11. | «Scissor Man»            | 3:59         |
| 12. | «Complicated Game»       | 4:53         |

| №  | Название    | Автор(ы) | Длительность |
| -- | ----------- | -------- | ------------ |
| 1. | «Limelight» | Moulding | 2:26         |

| №  | Название           | Автор(ы) | Длительность |
| -- | ------------------ | -------- | ------------ |
| 1. | «Day In Day Out»   | Moulding | 3:05         |
| 2. | «Chain of Command» |          | 2:33         |

### Издание 2001 года (CD, бонусные треки)
Эти треки также были включены в большинство международных CD-изданий этого альбома 1990-х годов, помещенны между первой и второй сторонами списка композиций в Великобритании.
| №   | Название                 | Автор(ы) | Длительность |
| --- | ------------------------ | -------- | ------------ |
| 13. | «Life Begins at the Hop» | Moulding | 3:49         |
| 14. | «Chain of Command»       |          | 2:33         |
| 15. | «Limelight»              | Moulding | 2:26         |

### Расширенное издание 2014 года
Альбом Drums and Wires был переиздан на CD и Blu-ray в октябре 2014 года с новым стерео- и 5.1-канальным объёмным звуком альбома от ремиксера Стивена Уилсона, а также новыми аннотациями от Партриджа, Молдинга и Грегори, альтернативными миксами и почти 40 демо- и репетиционными треками. Партридж сказал о новом миксе: «Он настолько хорош, что моё мнение об альбоме улучшилось».
| №   | Название                                  | Длительность |
| --- | ----------------------------------------- | ------------ |
| 13. | «Chain of Command»                        | 2:42         |
| 14. | «Limelight»                               | 2:32         |
| 15. | «Life Begins at the Hop» (single version) | 3:47         |
| 16. | «Homo Safari»                             | 2:14         |
| 17. | «Ten Feet Tall» (electric version)        | 3:15         |
| 18. | «Wait Till Your Boat Goes Down»           | 4:42         |

## Чарты
| Чарт (1979)                      | Высшая позиция |
| -------------------------------- | -------------- |
| Австралия (Kent Music Report)    | 40             |
| Канада (RPM Top 50)              | 2              |
| Великобритания (UK Albums Chart) | 34             |
| США (Billboard 200)              | 176            |